# Matic Ian Guček
Matic Ian Guček (ur. 20 września 2003 w Celje) – słoweński lekkoatleta specjalizujący się w biegach płotkarskich.

## Życiorys
Urodził się 20 września 2003 roku w Celje. Zawodnik klubu AD Kladivar Celje.
W lipcu 2021 roku uczestniczył w mistrzostwach Europy juniorów w Tallinnie, w których odpadł na etapie półfinału biegu na 400 metrów przez płotki. W sierpniu zajął 5. miejsce mistrzostw świata juniorów w Nairobi. Rok później ponownie startował na, odbywających się w Cali, mistrzostwach świata juniorów, zdobywając srebrny medal. W Monachium zadebiutował na mistrzostwach Europy, odpadając w półfinale biegu na 400 metrów przez płotki oraz eliminacjach sztafety 4 × 400 metrów. W lipcu 2023 zajął 4. miejsce młodzieżowych mistrzostw Europy w Espoo. W sierpniu zadebiutował na mistrzostwach świata, rozgrywanych w Budapeszcie, podczas których odpadł w eliminacjach. W 2024 roku zajął 7. miejsce mistrzostw Europy w Rzymie. W tym samym roku wziął udział w igrzyskach olimpijskich w Paryżu, odpadając po repasażach.
Uczestnik olimpijskiego festiwalu młodzieży Europy. Reprezentant Słowenii podczas drużynowych mistrzostw Europy.
Wielokrotny mistrz Słowenii w biegu na 400 metrów przez płotki oraz sztafecie 4 × 400 metrów. Halowy mistrz Słowenii w biegu na 60 metrów przez płotki.

## Rezultaty
| Rok  | Impreza                                    | Miejsce      | Konkurencja                | Pozycja    | Wynik   |
| ---- | ------------------------------------------ | ------------ | -------------------------- | ---------- | ------- |
| 2019 | Letni olimpijski festiwal młodzieży Europy | Baku         | bieg na 400 m przez płotki | eliminacje | 54,80   |
| 2021 | II liga drużynowych mistrzostw Europy      | Stara Zagora | bieg na 400 m przez płotki | 4. miejsce | 51,45   |
| 2021 | Mistrzostwa Europy juniorów                | Tallinn      | bieg na 400 m przez płotki | półfinał   | 51,61   |
| 2021 | Mistrzostwa świata juniorów                | Nairobi      | bieg na 400 m przez płotki | 5. miejsce | 50,80   |
| 2022 | Mistrzostwa świata juniorów                | Cali         | bieg na 400 m przez płotki | 2. miejsce | 48,91   |
| 2022 | Mistrzostwa Europy                         | Monachium    | bieg na 400 m przez płotki | półfinał   | 49,93   |
| 2022 | Mistrzostwa Europy                         | Monachium    | sztafeta 4 × 400 m         | eliminacje | 3:03,68 |
| 2023 | II dywizja drużynowych mistrzostw Europy   | Chorzów      | bieg na 400 m przez płotki | 2. miejsce | 49,48   |
| 2023 | Młodzieżowe mistrzostwa Europy             | Espoo        | bieg na 400 m przez płotki | 4. miejsce | 49,70   |
| 2023 | Mistrzostwa świata                         | Budapeszt    | bieg na 400 m przez płotki | eliminacje | 49,40   |
| 2024 | Mistrzostwa Europy                         | Rzym         | bieg na 400 m przez płotki | 7. miejsce | 48,87   |
| 2024 | Igrzyska olimpijskie                       | Paryż        | bieg na 400 m przez płotki | repasaże   | 49,06   |

## Rekordy życiowe
- bieg na 400 metrów (stadion) – 46,60 (2 lipca 2022, Nova Gorica), rekord U-20 Słowenii
- bieg na 400 metrów przez płotki – 48,34 (10 czerwca 2024, Rzym), rekord Słowenii